# Sharon Horgan
Sharon Horgan   (Hackney, 13 de juliol de 1970) és una actriu, guionista, directora i productora irlandesa. Coneguda per crear i protagonitzar la sèrie de comèdia Pulling (2006–2009), Catastrophe (2015–2019) i el thriller d'humor negre Bad Sisters (2022-).
També va crear la sèrie de comèdia Divorce (2016-2019), Motherland (2016-present) i Shining Vale (2022-). Horgan va guanyar el 2008 British Comedy Award a la millor actriu de televisió per Pulling.

## Biografia
Horgan va néixer a Hackney, Londres, Anglaterra. La seva mare és irlandesa i el seu pare és de Nova Zelanda. Quan tenia quatre anys, els seus pares van traslladar la família a Bellewstown, comtat de Meath, Irlanda, per dirigir una granja.
Als 27 anys, Horgan va començar una llicenciatura en estudis anglesos i americans a la Universitat de Brunel a l'oest de Londres, i es va graduar l'any 2000.[7] Per aquella època, Horgan va conèixer l'escriptor britànic Dennis Kelly, mentre tots dos treballaven en teatre juvenil, i van començar a escriure junts, produint material que després van enviar a la BBC, pel qual van guanyar el premi BBC New Comedy Award el 2001. Va guanyar protagonisme amb la comedia de situació de la BBC Three, Pulling, que va coescriure amb Kelly i va protagonitzar, per la que va obtenir el British Comedy Award a la millor actriu.
El 2005 va fer el seu debut a la gran pantalla amb el paper de Beth a Imagine Me & You, una comèdia romàntica britànica-nord-americana amb Lena Headey dirigida per Ol Parker.
És coneguda pel seu paper a Catastrophe, al costat de Rob Delaney, un programa que van co-crear per Channel 4 i Amazon. Horgan també va aparèixer a la segona sèrie del 2020 de Criminal UK, The Borrowers de la BBC (2011), Dead Boss (2012) i Free Agents de Channel 4 (2009) i Bad Sugar (2012). També va escriure Divorce (2016-2019),[24][19] una sèrie de comèdia estatunidenca a HBO protagonitzada per Sarah Jessica Parker, que interpreta una dona de Nova York que passa per un llarg divorci.
El 2022 Horgan va adaptar, per Apple TV, a partir de la sèrie belga Clan de Malin-Sarah Gozin, la sèrie Bad Sisters, ambientada a Dublín i als voltants, quatre germanes es proposen alliberar una cinquena del marit que l'està destruint. Horgan, amb el paper de l'Eva, la germana gran que comparteix protagonisme amb Eve Hewson, Anne-Marie Duff, Eva Birthistle i Sarah Greene. A través de flashbacks, la sèrie ressegueix els diferents intents de les noies Garvey per eliminar-lo i el complicat que resulta, sense idealitzar les assassines en potència, totes amb ressentiments interessats pel cunyat.Bad Sisters és una comèdia negra, amb passatges dramàtics, però, al cap i a la fi, és una comèdia.

## Filmografia

### Cinema
| Any  | Títol                                   | Paper                 | Notes |
| ---- | --------------------------------------- | --------------------- | ----- |
| 2005 | Imagina't tu i jo                       | Beth                  |       |
| 2005 | Valiant                                 | Charles De Girl (veu) |       |
| 2011 | Death of a Superhero                    | Renata Clarke         |       |
| 2013 | Run & Jump                              | Tara                  |       |
| 2015 | Man Up                                  | Elaine                |       |
| 2018 | Game Night                              | Sarah Darcy           |       |
| 2019 | Military Wives                          | Lisa                  |       |
| 2019 | How to Build a Girl                     | Jo March              |       |
| 2020 | Dating Amber                            | Hannah Cotter         |       |
| 2021 | Ladies Room                             | Narradora             | curt  |
| 2021 | Everybody's Talking About Jamie         | Miss Hedge            |       |
| 2022 | The Unbearable Weight of Massive Talent | Olivia Henson         |       |
| 2023 | A Greyhound of a Girl                   |                       | Veu   |

### Televisió
| Any          | Títol                                            | Paper                  | Notes                                                             |
| ------------ | ------------------------------------------------ | ---------------------- | ----------------------------------------------------------------- |
| 2003         | Monkey Dust                                      |                        |                                                                   |
| 2003         | Absolute Power                                   | Theresa O'Leary        | Episodi: "History Man"                                            |
| 2005         | The Friday Night Project                         |                        | 8 episodis                                                        |
| 2005         | Broken News                                      | Katie Tate             | 6 episodis                                                        |
| 2006–2007    | Rob Brydon's Annually Retentive                  |                        | 12 episodis Guest booker o productora de convidats.               |
| 2006–2009    | Pulling                                          | Donna                  | 13 episodis també co-creadora, guionista, i productora executiva. |
| 2007         | Angelo's                                         | Karen                  | 6 episodis també creadora, guionista,                             |
| 2007         | Strutter                                         |                        | Episodi: "2.7"                                                    |
| 2009         | Free Agents                                      | Helen Ryan             | 6 episodis                                                        |
| 2010         | The Increasingly Poor Decisions of Todd Margaret | Alice Bell             | 20 episodis                                                       |
| 2010         | Big Babies                                       | Carole (veu)           | 13 episodis                                                       |
| 2010         | We Need Answers                                  |                        | Episodi: "Exploring Ireland"                                      |
| 2010         | Stanley Park                                     | Pat                    | Pilot                                                             |
| 2011         | Have I Got News For You                          |                        | Episodi: "41.8"                                                   |
| 2011         | The Borrowers                                    | Homily Clock           | Telefilm                                                          |
| 2012         | Bad Sugar                                        | Lucy Cauldwell         | Pilot                                                             |
| 2012–2014    | Psychobitches                                    | Diversos               | 11 episodis                                                       |
| 2012         | Dead Boss                                        | Helen Stephens         | 6 episodis també co-creadora, guionista, i productora executiva.  |
| 2012         | The Week Before Christmas                        | Mare de Sharon         | Telefilm També directora i guionista.                             |
| 2013         | Crackanory                                       |                        | Episodi: "The Translator & Road to Hell"                          |
| 2013         | Moving On                                        | Sarah                  | Episodi: "Back By Six"                                            |
| 2013         | Bad Management                                   | Eve                    | pilot també co-creadora, guionista, i productora executiva.       |
| 2015         | Moone Boy                                        | Herself                | Episode: "Where the Streets Do Have Names"                        |
| 2015–2019    | Catastrophe                                      | Sharon Morris          | 24 episodis també co-creadora, guionista, i productora executiva. |
| 2016         | Glued                                            |                        | creadora, guionista, i productora executiva.                      |
| 2016–2019    | Divorce                                          |                        | creadora, guionista, i productora executiva.                      |
| 2017–present | Motherland                                       |                        | creadora, guionista, i productora executiva.                      |
| 2017         | Adventure Time                                   | Minerva Campbell (veu) | 4 episodis                                                        |
| 2017         | Bojack Horseman                                  | Courtney Portnoy (veu) | 4 episodes                                                        |
| 2018         | Women on the Verge                               | Dr. Fitzgerald         | 6 episodis També creadora, guionista, i productora executiva.     |
| 2018–present | Disenchantment                                   | Queen Dagmar (veu)     | 15 episodis                                                       |
| 2019         | Bob's Burgers                                    | Kathleen (veu)         | 2 episodis                                                        |
| 2019         | Modern Love                                      |                        | Episodi: "Rallying to Keep the Game Alive" Directora i guionista  |
| 2019–present | Frayed                                           | Norma Staircastle      | Episodi: "#1.1" També productora executiva                        |
| 2019–present | This Way Up                                      | Shona                  | 12 episodis També productora executiva                            |
| 2020         | Criminal: UK                                     | Danielle Dunne         | Episodi: "Danielle"                                               |
| 2021–present | HouseBroken                                      | Tabitha (veu)          | 24 episodis També productora executiva                            |
| 2021         | Together                                         | She                    | Telefilm                                                          |
| 2022–present | Shining Vale                                     |                        | Creadora, guionista, i productora executiva.                      |
| 2022–present | Bad Sisters                                      | Eva Garvey             | 10 episodis També co-creadora, guionista, i productora executiva. |
| 2023         | Best Interests                                   | Nicci                  |                                                                   |

## Reconeixements i Premis
Horgan va guanyar el 2008 British Comedy Award a la millor actriu de televisió per Pulling, mentre que l'episodi final d'una hora del programa del 2009 va guanyar el British Comedy Award a la millor comèdia dramàtica. Nominada set vegades al premi BAFTA TV, va guanyar el premi BAFTA TV 2016 a la millor guionista de comèdia per Catastrophe (amb Rob Delaney). Catastrophe també va ser nominada a Comèdia amb guió als Premis BAFTA TV 2020 i al Premi Emmy 2016 al millor guió per a una sèrie de comèdia. També ha guanyat cinc premis irlandesos de cinema i televisió tant en interpretació com en guió pel seu treball a Catastrophe. Per la seva actuació a Dating Amber, Horgan va guanyar un premi irlandès de cinema i televisió a la millor actriu secundària. El 2010, Horgan va aparèixer com a Alice Bell, la propietària d'una cafeteria a The Increasingly Poor Decisions of Todd Margaret, sèrie de comèdia escrita i també protagonitzada per David Cross.